# Фалака

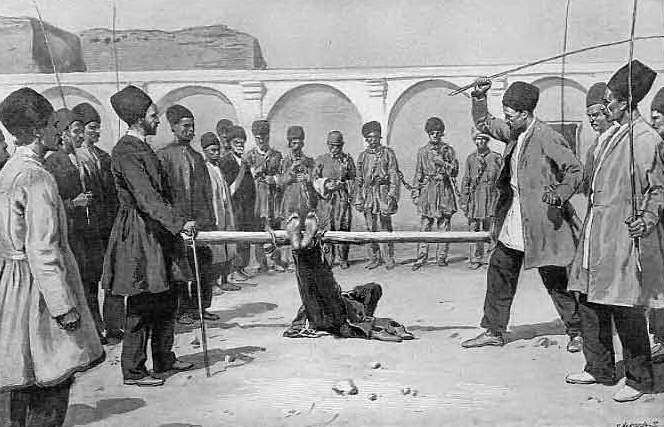
Покарання фалакою в Персії (мал. Frank Dadd, 1905)

Фалака (перс. فلک — фелек, тур. falaka), або інша назва "бастонада" — знаряддя тортур, що полягали в завданні ударів по босих ступнях, традиційне для середньовічного  мусульманського Близького Сходу й Північної Африки, Азії. Південної Америки.  
Імовірно, назва цього знаряддя тортур походить від арабського слова falak, filak — «розколювати, розщеплювати».
Перші згадки про покарання фалакою в арабському світі з'являються у X столітті, зокрема в Північній Африці покарання фалакою стало типовим для мусульманських шкіл — мектебів. Згідно з перськими джерелами, фалака потрапила до Персії разом з монголами у XIV столітті. Фалаку широко застосовували в Ірані й Османській імперії для покарання злочинців, боржників, а також  дітей, жінок і підмайстрів, що провинилися, та яничар у війську.   
Європейці дізнались про фалаку з османського кодексу законів  XVI століття.  
З XX століття фалака як інструмент покарання майже не застосовувалась. Проте биття по ступнях збереглося донині як незаконний метод тиску на затриманих, ув'язнених чи допитуваних.